# مقاطعة واشنطون (كانساس)
مقاطعة واشنغطون (بالإنجليزية: Washington County)‏ هي إحدى المقاطعات في ولاية كانساس، الولايات المتحدة الأمريكية.